# Червона телиця

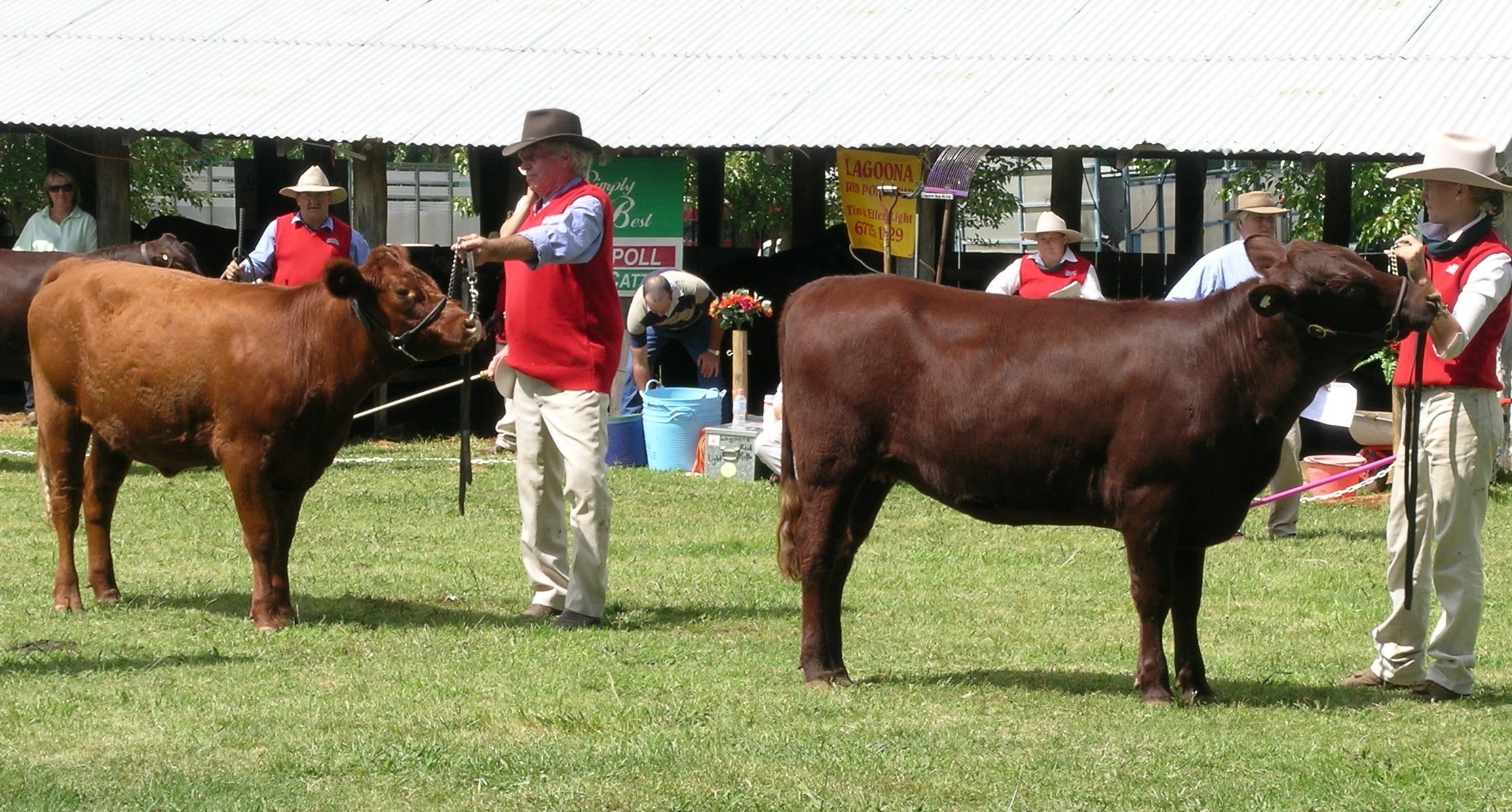
Червоні корови

Червона або руда телиця (інколи червона корова; івр. פָּרָה אֲדֻמָּה) — телиця рудого кольору, яка використовувалась в особливих ритуалах жертвоприношення описаних в Біблії (Книга Числа, Тора, Старий Завіт) і Корані. Для ритуалу підходить телиця, яка ніколи не була запряжена в ярмо, не була вагітною та яку ніколи не доїли. Після принесення в жертву та спалення, її попіл використовувався для ритуального очищення людей та предметів, які контактували з трупом людини.

## Біблійне джерело ритуалу
Жертвопринесення червоної корови — 113-я заповідь Тори (Старого Заповіту) згідно з переліком заповідей по Маймоніду. Ритуал отримання попелу червоної корови описаний в Біблії. Джерело ритуалу знаходиться в 19 розділі книги «Числа» (івр. במדבר) :
«Скажіть колінам Ізраїлевим, що вони принесуть тобі червону корову без плямочки, в якій немає пороку і яка ніколи не носила ярма».
Корову забивають ритуальним способом (Шхита) і спалюють за межами поселення. У багаття додають деревину ліванського кедра, гісоп, і нитка червоного кольору. Попіл що вийшов збирають в судину зі святою водою.
Для того, щоб очистити людину, яка виявилася забрудненою, маючи контакт з трупами (а також з могилою чи з металевою зброєю яка торкалася до мертвого тіла), на нього розбризкується вода з даної посудини помелом з гісопу на третій і сьомий дні процесу очищення.
Священик, який проводить даний ритуал, сам стає ритуально нечистим і повинен зануритися в ритуальному резервуарі для обмивання (міква) і випрати свій одяг. До настання вечора (до появи трьох зірок) він вважається нечистим.
У книзі пророка Даниїла міститься посилання на жертвоприношення червоної корови. У рядку 12:10 Господь говорить Даниїлу, що в останні дні «багато будуть очищені і обілені», тобто це посилання на ритуал жертвоприношення червоної корови. «Якщо ваші гріхи будуть багряними вони стануть білими як сніг» (Іс. 1:18). Ця аналогія можливо стосується повернення месії у разі кінця світу, хоча більш імовірно, що це алюзія на ритуал Судного дня (під час якого до рогів козла відпущення прив'язувалася багряна нитка, яка дивним чином біліла в знак того, що гріхи Ізраїлю прощені).